# テリブル級海防戦艦

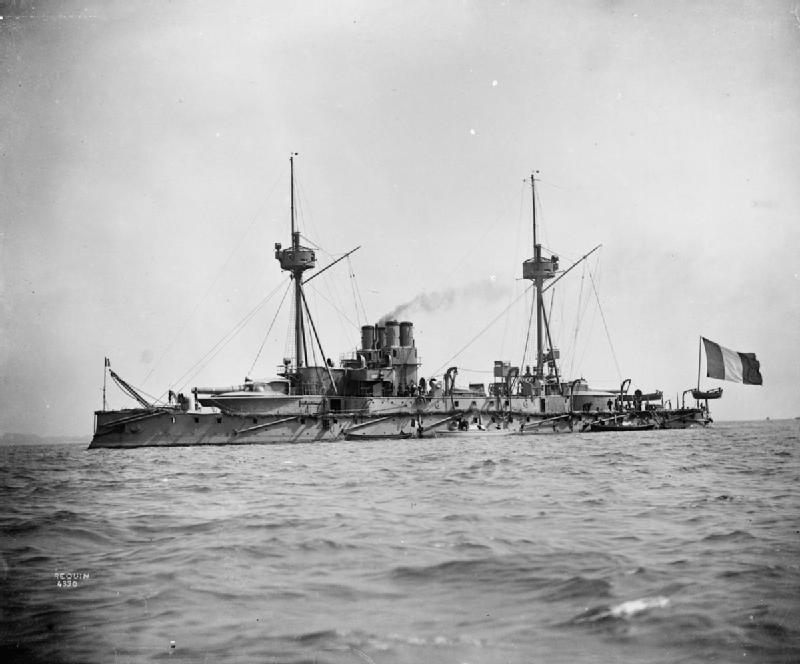
竣工時の「ルカン」

テリブル級海防戦艦 (Garde côtes cuirassés de la classe Terrible) は1880年代に造られたフランスの海防戦艦の艦級である。
本級は戦艦の系列ではなく、沿岸防御用海防艦の発展系で、排水量も大型化した。フランス海軍の正式名称は「装甲海防艦（ガルド・コート・キュイラッセ）」である。当時、地中海で躍進する新興海洋国家イタリアの海軍が装甲艦カイオ・ドゥイリオ級を起工しており、伊装甲艦の主砲にはイギリスから技術貸与された45cm前装填砲を積むという情報が入ってきており、本級は対抗上42cm後装填砲を前後に一基ずつ装備する設計となった。

## 艦形について

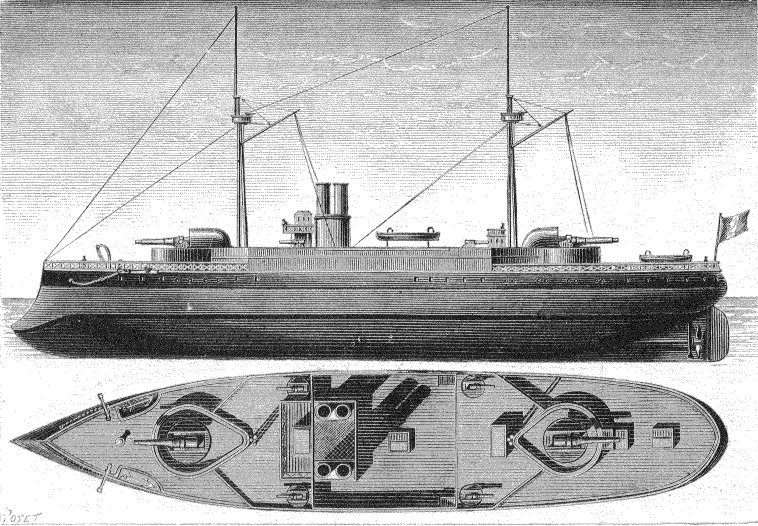
アンドンタブルのスケッチ

本級は未だ将来のデザインの固まっていなかった戦艦と違い、本級は海防戦艦としての要求性能が定まっていたため、コンセプトを決める事が出来たので戦艦より纏まった艦となった。
乾舷の低い平甲板型船体の艦首甲板上に蒸気動力のクレーンが片舷1基ずつ計2基が搭載され、錨の操作や巨大な42cm砲弾を積むために使用された。その後ろに新設計の「Model 1875 42cm（22口径）後装填砲」を収める露砲塔が単装で1基が配置された。なお、「テリブル」のみ主砲公試中に砲口に亀裂が入ったために砲身を切断して長さを詰めたために口径は19.3口径となった。このため、1898年に「テリブル」のみ主砲を「Model 1893 34cm（35口径）砲」に更新、ついでに副砲も「Model 1893 10cm砲」に更新された。その後ろに頂上部に2段の見張り所を持つ前部三脚檣が前向きに1基が立てられ、その背後に箱型の司令塔の上に露天式の操舵艦橋が設けられた。「テリブル」のみ煙突は4本煙突であるが、煙突を2本ずつ直列に纏め、それを並列に2基配置する独特な煙突配置を採用しており、「アンドンタブル」と「ルカン」は小判型の煙突を2本並列に配置していた。

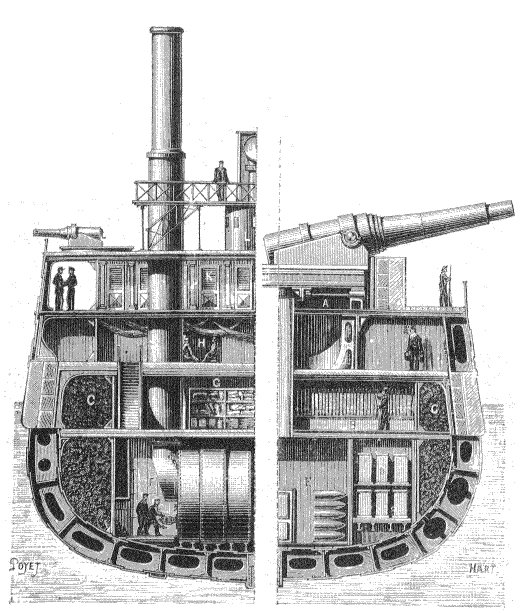
アンドンタブルの断面図

煙突の周囲は艦載艇置き場となっており、煙突後部の舷側部に2本1組のボート･ダビッドが片舷1組ずつの計2組により運用された。舷側甲板上の四隅に副砲の「10cm（26口径）単装砲」が単装砲架で片舷2基ずつ計4基が配置された。後部見張り所を基部とする前向きの後部三脚檣の背後に2番42cm砲塔が後向きに1基を配置した。

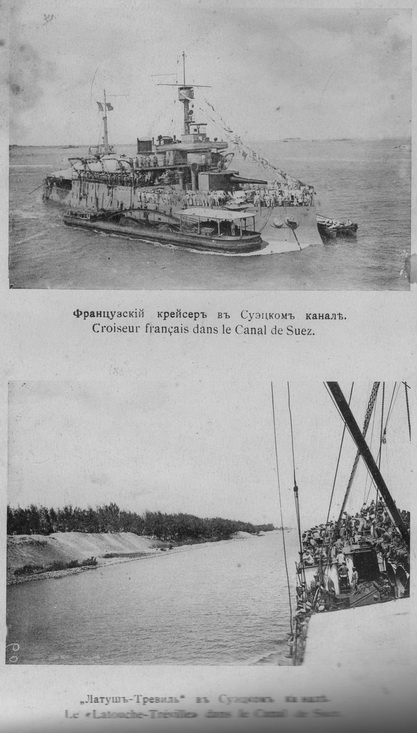
近代化改装後の「ルカン」。

なお、ルカンのみ1895年から1896年にかけて試験的に新技術を用いて近代化改装が施された。露砲塔だった42cm主砲2基は「Model 1896 27cm（45口径）単装砲」を収めた円筒型の主砲塔に換装、露天式であった艦橋も新たに司令塔を組み込んだ屋根付きの操舵艦橋が新設された。独特な4本煙突は主機関をニクローズ式石炭専焼水管缶12基と直立型三段膨張式レシプロ機関2基2軸に換装した時に、直列に並べられた2本煙突となった。前後の三脚檣も前部は頂上部に見張り所を、中部に探照灯台と持つ単脚檣に更新され、後部には簡素な単脚式マストが立てられた。なお、魚雷発射管は全て撤去された。
「ルカン」以外の3隻は1910年までに除籍されたが、近代化改装を受けて新造艦並となった「ルカン」のみ砲術学校付属の練習艦となり、まもなく始まった第一次世界大戦ではフランス海軍最古の戦艦として地中海艦隊で船団護衛に使用され、1917年には日英同盟に基づき連合軍に参加した日本海軍の第二特務艦隊の「日進」と一緒になった。「ルカン」は大戦後の1920年に除籍、解体処分となった。

### 艦体
高い乾舷をもつ戦艦と違って、海防戦艦の乾舷は低いのが通常で、本級も海面から甲板まで高さが約3mしかなかった。しかし、水雷防御は10以上の細分化区画と完全二重底と50mmの水面下装甲帯で覆われており、強固であった。

### 機関
ボイラーは円筒缶12個だが、「ルカン」のみ10個だった。これに、直立二段膨張式レシプロ機関2基2軸推進と組み合わせた。公試において自然通風航走状態で出力6,500ps、速力15ノットを発揮した。燃料消費量から速力10ノットで航続距離は1,750海里と計算された。

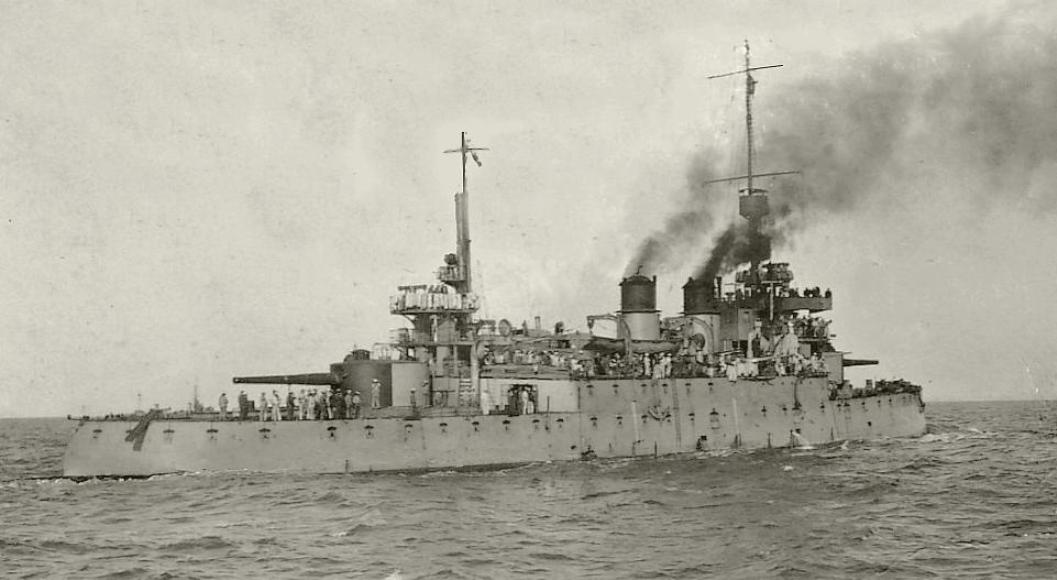
近代化改装後の「ルカン」。

## 要目

### 竣工時
- 水線長: -m
- 全長: 87.3m
- 全幅: 17.8m
- 吃水: 7.3m
- 基準排水量: -トン
- 常備排水量: 7,530トン
- 満載排水量: -トン
- 兵装
  - Model 1875 42cm（22口径）後装填式単装砲 2基
    - 「テリブル」のみModel 1875 42cm（19.3口径）後装填式単装砲→Model 1893 34cm（35口径）単装砲 2基

  - Model 1881 10cm（26口径）後装填式単装砲 4基
  - オチキス 4.7cm（23口径）回転式機砲 16基
  - 35cm単装魚雷発射管 4基
- （ルカンのみ1896年から
  - Model 1896 27cm（45口径）単装砲 2基
  - Model 1881 10cm（26口径）単装砲 6基
  - オチキス 4.7cm（23口径）回転式機砲 14基）
- 機関: 形式不明石炭専焼円缶12基（ルカンのみ10基）+直立二段膨張式レシプロ機関2基 2軸推進
- 最大出力: 6,500hp
- 最大速力: 15.0ノット
- 航続性能: 10ノット/1750海里
- 燃料:500トン（石炭）
- 装甲 （鉄製）
  - 舷側装甲: 300mm～500mm
  - 甲板装甲: 100mm
  - 主砲塔装甲: -mm（前盾）、-mm（側盾）、-mm（後盾）、-mm（天蓋）
  - 副砲装甲: 170mm（ケースメイト部）
  - バーベット部: 450mm
  - 司令塔: -mm
- 乗員: 381名
- 同型艦: 
  - テリブル 1877年12月起工、1881年3月29日進水、1886年7月13日竣工、1908年除籍
  - カイマン 1878年8月起工、1885年3月21日進水、1888年8月21日竣工、1910年除籍
  - アンドンタブル 1878年12月起工、1883年9月18日進水、1886年1月15日竣工、1910年除籍
  - ルカン 1878年12月起工、1885年6月12日進水、1886年12月23日竣工、1920年除籍

## 参考図書
- 「世界の艦船増刊第38集　フランス戦艦史」（海人社)
- 「Conway All The World's Fightingships 1860-1905」（Conway）
- 「Conway All The World's Fightingships 1906–1921」（Conway）